# Stalky & Co.
Stalky & Co. est une œuvre de Rudyard Kipling parue en 1899. C'est un recueil de courtes nouvelles, liées entre elles, dans le registre de la school story.

## Résumé
George Charles Beresford, futur photographe, arrive en 1877 à Westward Ho!, où il a Kipling pour condisciple. Il lui inspirera le personnage de William « Turkey » M'Turk dans Stalky & Co..

## Adaptations
Les différentes histoires sont adaptées à la télévision par la BBC en 1982.